# 막스 쾨겔
오토 막스 쾨겔 (Otto Max Koegel, 1895년 10월 16일 ~ 1946년 6월 26일)은 독일의 친위대 중령 (SS-Obersturmbannführer) 으로, 리히텐부르크 (Lichtenburg), 라펜스브뤼크 (Ravensbrück), 마이다네크 (Majdanek), 플로센뷔르크 강제 수용소 (Flossenbürg)의 지휘관으로 근무하였다.
쾨겔은 1895년, 바이에른 왕국의 퓌센 (Füssen)에서 목수의 아들로 태어났다. 제1차 세계 대전이 터지자, 바이에른 보병대의 구성원으로 참전하였고, 상병 (Gefreiter)까지 승진하고 2급 철십자장을 받았다. 전후 잠시 동안 세관 사무원으로 일했으며, 후에 상업 대리점을 경영하였다. 바이마르 공화국 시기에는 "자유 군단 오베를란트" (Freikorps Oberland)에서 활동하였다.
1931년, 민족사회주의 독일 노동자당 (나치당)의 돌격대 (SA) 에 참여하였으며, 1932년에 정식으로 나치당에 입당하고, 같은 해 친위대로 자리를 옮겼다. 1933년, 나치당이 정권을 장악하면서, 다하우 강제 수용소의 부소장이 되었다. 1940년 1월부터 1942년 8월까지는 라펜스브뤼크 강제 수용소 소장을 지냈고, 1942년 8월부터 11월까지는 마이다네크 강제 수용소의 소장을 지냈는데, 그의 재임 중에 마이다네크에 가스실이 설치되었다. 1943년부터 1945년까지는 플로센뷔르크 강제 수용소의 소장을 맡았으며, 1944년 7월 20일 히틀러 암살 미수 사건으로 체포된 사람들 (디트리히 본회퍼, 빌헬름 카나리스, 한스 오스터 (Hans Oster) 등) 이 플로센뷔르크 강제 수용소로 옮겨져 군사 재판을 받았는데, 이때 쾨겔이 배석재판관을 맡았다. 군사 재판에서는 대역죄를 인정하여 전원에게 사형 판결을 내렸으며, 1945년 2월 9일 수용소 내에서 사형을 집행하였다.
쾨겔은 전후인 1946년, 미군에게 체포되었지만, 뉘른베르크의 수감처에서 목을 매달아 자살하였다.